# Autotrichia impellucida
Autotrichia impellucida là một loài bướm đêm trong họ Geometridae.